# Thiago Rodrigues
Thiago Rodrigues, właściwie Thiago Corrêa Lima de Azevedo Rodrigues (ur. 1 września 1980 roku w Rio de Janeiro, w stanie Rio de Janeiro) – brazylijski aktor telewizyjny, gospodarz wiadomości sportowych na kanale Rede Globo Spectacular.

## Filmografia

### telenowele
- 2008: Ulubienica (A Favorita) jako Cassiano Copola Cassiano Copola
- 2007: Wieczna magia (Eterna Magia) jako Flávio Falcão
- 2006: Na kartach życia (Páginas de la vida) jako Leonardo 'Léo' Maia de Almeida
- 2005: Malhação jako Bernardo
- 2004: Rozpoczęcie nowego (Começar de Novo) jako Młody Miguel Arcanjo